# Аввакумова, Ирина Андреевна
Ири́на Андре́евна Авваку́мова (урождённая — Тактаева; род. 14 сентября 1991, Мыза, Ленинградская область) — российская прыгунья с трамплина, серебряный призёр Олимпийских игр 2022 в смешанных командных соревнованиях, чемпионка Универсиады 2013, многократная чемпионка России, призёр и победитель этапов Кубка мира.
Участница Олимпийских игр 2014 и 2018.
С 2024 года работает линейным арбитром в Женской хоккейной лиге.

## Спортивная карьера

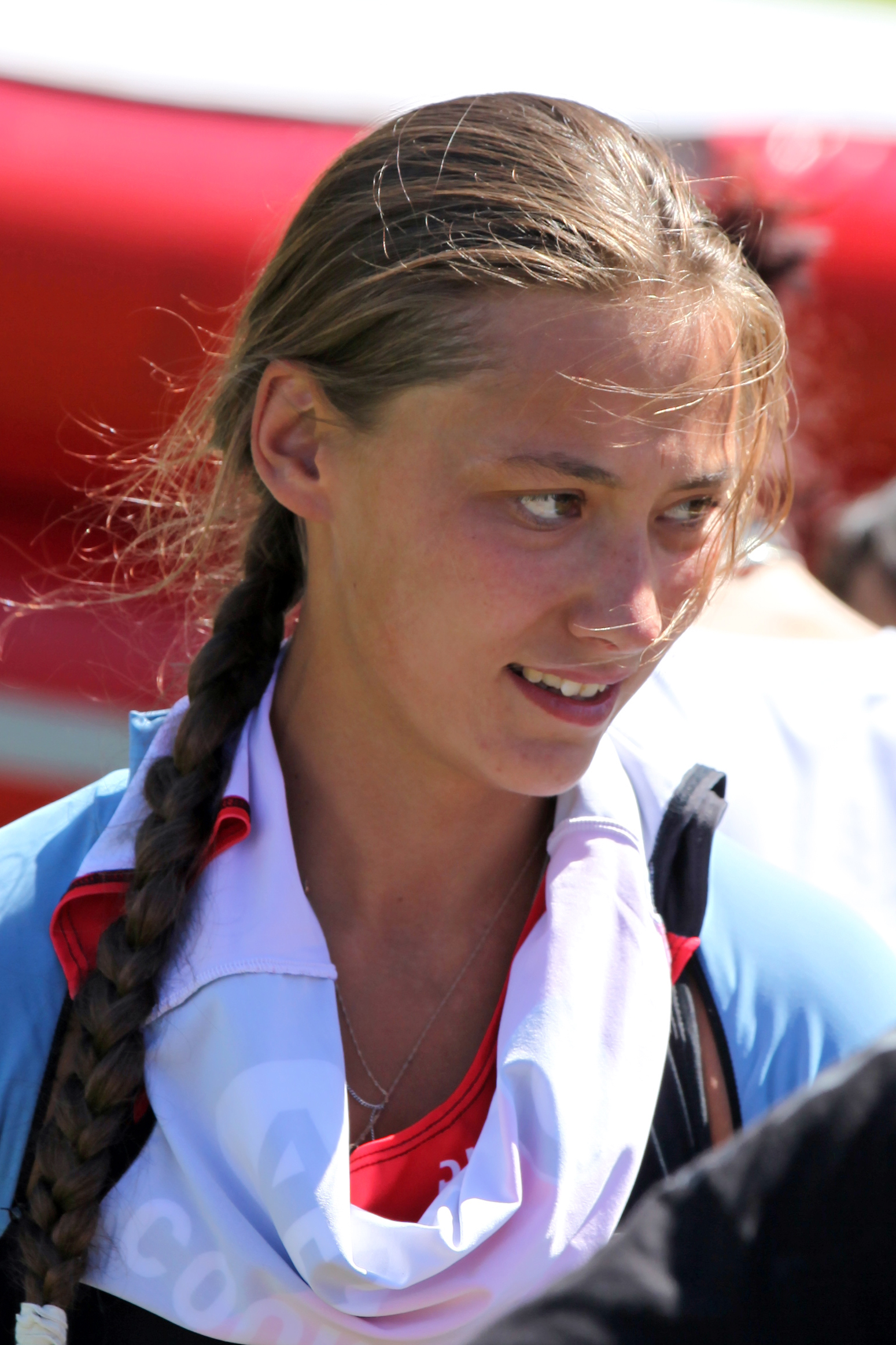
На летнем Гран-при 2013 в Куршевеле

Родилась 14 сентября 1991 года в деревне Мыза, Гатчинского района Ленинградской области в семье военнослужащего. Позднее вместе с родителями проживала в Мурманской области, а в 1998 году семья переехала в Московскую область, где Ирина стала заниматься спортом, беговыми и горными лыжами. В 14-летнем возрасте перешла в прыжки с трамплина. В 2008 году переехала в город Пермь, где занималась два года. Выступает за Москву и СДЮШОР «Воробьевы горы». В национальной сборной с 2009 года. Тренер спортсменки — мастер спорта международного класса Роман Керов.

### Сезон 2012/13
В 2011, 2012 и 2013 годах стала чемпионкой России, а по итогам летнего Гран-при-2012 Кубок FIS в Филлах (Австрия) завоевала серебряную медаль. В 2012 и 2013 годах россиянка становилась победителем и призёром этапов Континентального кубка, серебряным призёром соревнований Большой приз в Алматы (Казахстан).
На чемпионате мира 2013 года, проходившем в феврале 2013 года в итальянском городе Валь-ди-Фьемме, заняла 13-е место в индивидуальных соревнованиях и 9-е в командных.

### Сезон 2013/14
На Универсиаде 2013 года в Трентино с Михаилом Максимочкиным по итогам четырёх прыжков набрав 508,1 балла выиграла золото в командных прыжках на лыжах с трамплина. По итогам индивидуальных прыжков, завоевав бронзовую медаль, поднялась на третью ступень пьедестала почёта.
В декабре 2013 года завоевав серебряную и бронзовые медали на этапе Кубка мира, который проходил в Хинтерцартене (Германия), впервые в карьере поднялась на пьедестал почета в соревновании летающих лыжниц. 4 января 2014 года спортсменка, совершив прыжки на 100 и 101,5 метров, стала первым в истории представителем России, победившем на этапе Кубка мира в прыжкам на лыжах с трамплина. Победу лидер сборной России одержала на домашнем этапе в Чайковском на соревнованиях на трамплине HS106. Днём ранее Аввакумова, в рамках этого же этапа кубка мира совершившая прыжки на 103 и 93 метра, стала третьей.

### Зимние Олимпийские игры 2014
11 февраля 2014 года на Зимних Олимпийских играх в Сочи впервые в истории Олимпиад разыгрывались медали в женских прыжках с трамплина. Победу одержала немка Карина Фогт, совершившая прыжки с трамплина HS106 на 103,0 и 97,5 метров. Серебряную и бронзовую медали завоевали Даниэла Ирашко (Австрия) и Колин Маттель (Франция). Ирина Аввакумова с прыжками на 98,5 и 94,5 метров расположилась на 16 месте.
 Карина Фогт (Германия) — 247,4 (103,0 м + 97,5 м) — 1-е место
 Даниэла Ирашко (Австрия) — 246,2 (98,5 м + 104,5 м) — 2-е место
 Колин Маттель (Франция) — 245,2 (99,5 м + 97,5 м) — 3-е место
Ирина Аввакумова (Россия) — 222,2 (98,5 м + 94,5 м) — 16-е место
После окончания соревнований в интервью «Спорт-Экспрессу» спортсменка рассказала:

«Задачей минимум для меня было попадание в десятку. Это не получилось. И конечно, нельзя сказать, что я удовлетворена результатом. Но в то же время я не могу сказать, что нахожусь в сильно расстроенных чувствах. За одного битого двух небитых дают.
У меня здесь на тренировках не было далеких прыжков. Я не знаю, с чем это связано, потому что летом были очень хорошие прыжки. На той же скорости улетала на 100—103 метра. Не знаю, что не получилось.

Я не могу сказать, что сейчас моя форма отличается от того, что было в Чайковском или на Универсиаде. Я примерно в такой же форме нахожусь. Просто когда все соперницы сделали шажочек вперед, мне тоже нужно было его сделать, а я немножко отстала»— Ирина Аввакумова: «Когда все соперницы сделали шажочек вперед, я немножко отстала»», сайт Sports.ru

### Хоккей с шайбой
17 октября 2024 года дебютировала в роли линейного арбитра в матче регулярного чемпионата «ЖХЛ между командами Динамо-Нева» и СКСО.

## Результаты
Чемпионаты России
2011 — 1-е место, личное первенство
2012 — 1-е место, личное первенство
2013 — 1-е место, личное первенство
Универсиады
Трентино 2013 — 3-е место, личное первенство
Трентино 2013 — 1-е место, смешанные (микст) командные соревнования
Осрблье 2015 — 1-е место, личное первенство
Осрблье 2015 — 1-е место, командные соревнования
Осрблье 2015 — 4-е место, смешанные (микст) командные соревнования
Чемпионаты мира по лыжным видам спорта
Валь-ди-Фьемме 2013 — 13-е место, личное первенство
Валь-ди-Фьемме 2013 — 9-е место, командное первенство
Фалун 2015 — 11-е место, личное первенство
Фалун 2015 — 6-е место, командное первенство
Лахти 2017 — 12-е место, личное первенство
Лахти 2017 — 6-е место, командное первенство
Летний Гран-при
Филлах 2013, 2-е место
Филлах 2013, 9-е место
Этапы Кубка мира по прыжкам с трамплина
2013/14 — Хинтерцартен, 3-е место
2013/14 — Хинтерцартен, 2-е место
2013/14 — Чайковский, 3-е место
2013/14 — Чайковский, 1-е место
2013/14 — Саппоро, 3-е место
2013/14 — Саппоро, 3-е место
2014/15 — Дзао, 2-е место
2015/16 — Хольменколлен, 3-е место
2016/17 — Оберстдорф, 2-е место
2016/17 — Оберстдорф, 3-е место
2016/17 — Дзао, 3-е место
2017/18 — Дзао, 3-е место
Зимние Олимпийские игры
Сочи 2014, 16-е место
Пхёнчхан 2018, 4-е место

### Результаты в Кубке мира
| 2014/15 Итоги | 2014/15 Итоги | Норвегия | Япония | Япония | Япония | Япония | Германия | Германия | Австрия | Австрия | Румыния | Румыния | Словения | Словения | Норвегия |
| Очков         | Место         | Инд      | Инд    | Инд    | Инд    | Инд    | Инд      | Инд      | Инд     | Инд     | Инд     | Инд     | Инд      | Инд      | Инд      |
| 315           | 11            | 8        | 6      | 13     | —      | 2      | 14       | 15       | 16      | 18      | 26      | 11      | 15       | 17       | 12       |

| 2013/14 Итоги | 2013/14 Итоги | Норвегия | Норвегия | Германия | Германия | Россия | Россия | Япония | Япония | Япония | Япония | Словения | Словения | Австрия | Австрия | Румыния | Румыния | Норвегия | Швеция | Швеция | Словения |
| Очков         | Место         | См       | Инд      | Инд      | Инд      | Инд    | Инд    | Инд    | Инд    | Пол    | Пол    | Инд      | Инд      | Инд     | Инд     | Инд     | Инд     | Инд      | Инд    | Инд    | Инд      |
| 692           | 3             | 9        | 16       | 3        | 2        | 3      | 1      | 3      | 3      | —      | —      | 7        | 12       | 7       | 8       | 5       | 7       | 4        | —      | —      | —        |

## Личная жизнь
- Разведена. Девичья фамилия — Тактаева.
- Увлечения — музыка, кино, фотография, автомобили, художественная литература, хоккей
- Языки — русский, английский
- Образование — студентка Московской государственной академии физической культуры, (МГАФК)

## Награды
- Медаль ордена «За заслуги перед Отечеством» I степени (25 февраля 2022) — за высокие спортивные достижения, волю к победе, стойкость и целеустремлённость, проявленные на XXIIV Олимпийских зимних играх 2022 года в городе Пекине (Китайская Народная Республика)[11].
- Благодарность Президента Российской Федерации (24 декабря 2013) — за высокие спортивные достижения на XXVI Всемирной зимней Универсиаде 2013 года в городе Трентино (Италия)[12].
- Мастер спорта России международного класса[13].
- Нагрудный знак «За отличие в службе» II степени (2018 год, Росгвардия)[14].